# Pieter Bulling
Pieter Bulling –conhecido como Piet Bulling– (Invercargill, 2 de março de 1993) é um desportista neozelandés que compete no ciclismo na modalidade de pista, especialista na prova de perseguição por equipas.
Ganhou três medalhas no Campeonato Mundial de Ciclismo em Pista entre os anos 2014 e 2017.
Participou nos Jogos Olímpicos de Verão de 2016, ocupando o 4.º lugar na prova de perseguição por equipas.

## Medalheiro internacional
| Campeonato Mundial | Campeonato Mundial      | Campeonato Mundial | Campeonato Mundial      |
| Ano                | Lugar                   | Medalha            | Competição              |
| ------------------ | ----------------------- | ------------------ | ----------------------- |
| 2014               | Cali ( Colômbia)        | Medalha de bronze  | Perseguição por equipas |
| 2015               | Saint-Quentin ( França) | Medalha de ouro    | Perseguição por equipas |
| 2017               | Hong Kong ( China)      | Medalha de prata   | Perseguição por equipas |